# Johann Christian Wolf

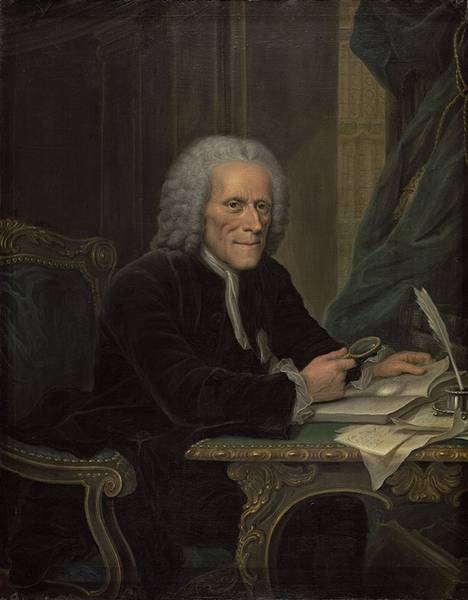
Johann Christian Wolf, Gemälde von Theodor Friedrich Stein in der Staats- und Universitätsbibliothek Hamburg

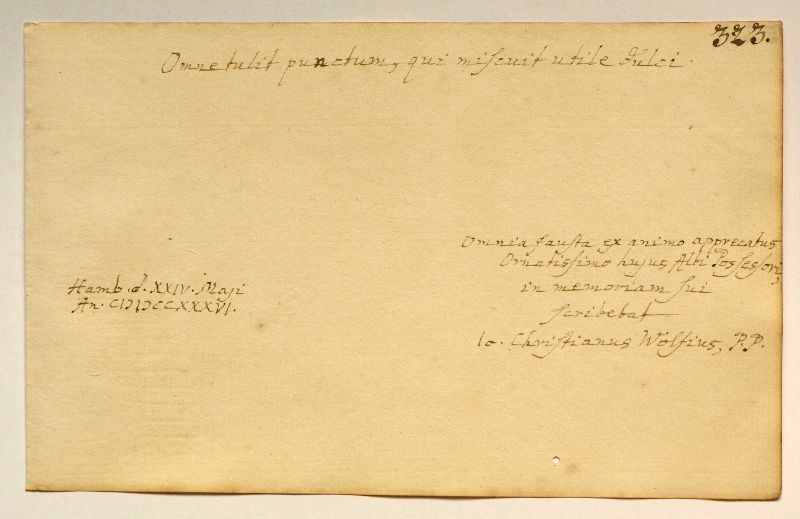
Eintrag von Johann Christian Wolf im Album amicorum von Johann Friedrich Behrendt, 1736

Johann Christian Wolf (getauft 10. April 1690 in Wernigerode; † 9. Februar 1770 in Hamburg) war ein deutscher Philologe. Er war Professor am Akademischen Gymnasium in Hamburg und Bibliothekar der dortigen Stadtbibliothek.

## Leben
Wolf wurde als Sohn des Theologen Johannes Wolf geboren und kam mit seiner Familie 1695 nach Hamburg. Er besuchte zunächst das Johanneum und das Akademische Gymnasium in Hamburg und immatrikulierte sich 1709 an der Universität Wittenberg, wo er Theologie studierte. Nach einer anschließenden Bildungsreise durch Deutschland, die Niederlande und England kehrte er 1712 nach Hamburg zurück und wurde Kandidat der geistlichen Ministeriums, d. h. Anwärter auf eine Pastorenstelle. Nachdem er vorher bereits Vorlesungen in kleinem Kreis gehalten hatte, wurde er 1725 Professor für Physik und Poesie am Gymnasium. Am 12. Januar 1731 wurde er mit dem akademischen Beinamen Aratus zum Mitglied  (Matrikel-Nr. 422) der Leopoldina gewählt. 1746 übernahm er zusätzlich das Amt des Bibliothekars der Stadtbibliothek. Nachdem er bereits 1766 seine Vorlesungen aus gesundheitlichen Gründen aufgegeben hatte, starb er 1770. Wolf blieb unverheiratet.
Seine Bibliothek und wissenschaftlichen Instrumente vermachte er, ebenso wie sein Bruder Johann Christoph vor ihm, der Stadtbibliothek, der Vorgängerin der Staats- und Universitätsbibliothek Hamburg. Außerdem führte er die Sammlung von Gelehrtenbriefen (Uffenbach-Wolfsche Briefsammlung) seines Bruders weiter. Auch sie gelangte als Stiftung an die Stadtbibliothek. Seine eigenen Schriften befassen sich insbesondere mit Dichterinnen der griechischen Antike.
Nach seinem Tod errichtete der Hamburger Senat ihm und seinem Bruder ein Kenotaph in der Stadtbibliothek nach einem Entwurf des schwedischen Bildhauers Johann Wilhelm Manstadt.

## Schriften
- Mulierum Graecarum quae oratione prosa usae sunt fragmenta et elogia Graece et Latine cum virorum doctorum notis et indicibus Accedit Catalogus foeminarum sapientia artibus scriptisue apud Graecos Romanos aliasque gentes olim illustrium. Hamburg 1735. (Digitalisat der Ausg. Vandenhoeck, Hamburg 1739)
- Monumenta typographica, quae artis hujus praestantissimae originem, laudem et abusum posteris produnt / instaurata studio et labore Jo. Christiani Wolfii. Herold, Hamburg 1740. (Digitalisat Teil 1), (Teil 2)